# Tillandsia 'Quicksilver'
Tillandsia 'Quicksilver' es un  cultivar híbrido del género Tillandsia perteneciente a la familia  Bromeliaceae.
Es un híbrido creado en el año 1981  con las especies Tillandsia stricta × Tillandsia gardneri.